# 中国驻马拉维大使馆
中华人民共和国驻马拉维共和国大使馆（英語：Embassy of the People's Republic of China in the Republic of Malawi），简称中国驻马拉维大使馆，是中华人民共和国驻马拉维的外交代表机构，位于利隆圭市13区188号（Area 13/188, Presidential Way, Lilongwe）。

## 机构设置
中国驻马拉维大使馆设置下列机构：
- 经济商务处
- 领事部